# Takanobu Jumonji
Takanobu Jumonji –en japonés, 十文字 貴信 , Jumonji Takanobu– (Noda, 10 de noviembre de 1975) es un deportista japonés que compitió en ciclismo en la modalidad de pista, especialista en la prueba de contrarreloj.
Participó en los Juegos Olímpicos de Atlanta 1996, obteniendo una medalla de bronce en la prueba del kilómetro contrarreloj.

## Medallero internacional
| Juegos Olímpicos | Juegos Olímpicos         | Juegos Olímpicos  | Juegos Olímpicos  |
| Año              | Lugar                    | Medalla           | Competición       |
| ---------------- | ------------------------ | ----------------- | ----------------- |
| 1996             | Atlanta (Estados Unidos) | Medalla de bronce | 1 km contrarreloj |